# Crucibulum personatum
Crucibulum personatum är en snäckart som beskrevs av Keen 1958. Crucibulum personatum ingår i släktet Crucibulum och familjen toffelsnäckor. Inga underarter finns listade i Catalogue of Life.